# Julie Candeille
Amélie-Julie Candeille, född 1767, död 1834, var en fransk skådespelare. Hon var känd under artistnamnet Mlle Candeille på Comédie-Française i Paris, där hon var engagerad 1785-1798.   Hon är också känd som kompositör och musiker. 